# Chrysotimus alumnus
Chrysotimus alumnus är en tvåvingeart som beskrevs av Octave Parent 1932. Chrysotimus alumnus ingår i släktet Chrysotimus och familjen styltflugor. Inga underarter finns listade i Catalogue of Life.